# فرد هربرت
فرد هربرت (بالإنجليزية: Fred Herbert)‏ هو لاعب كرة قاعدة أمريكي، ولد في 4 مارس 1887 في لا غرانت في الولايات المتحدة، وتوفي في 29 مايو 1963 في Tice, Florida ‏ في الولايات المتحدة.

## وصلات خارجية
- فرد هربرت على موقعبيزبول رفرنس.كوم (الدوري الرئيسي) (الإنجليزية)
- فرد هربرت على موقعبيزبول رفرنس.كوم (الدوري الثانوي) (الإنجليزية)